# Oude Sint-Gertrudiskerk

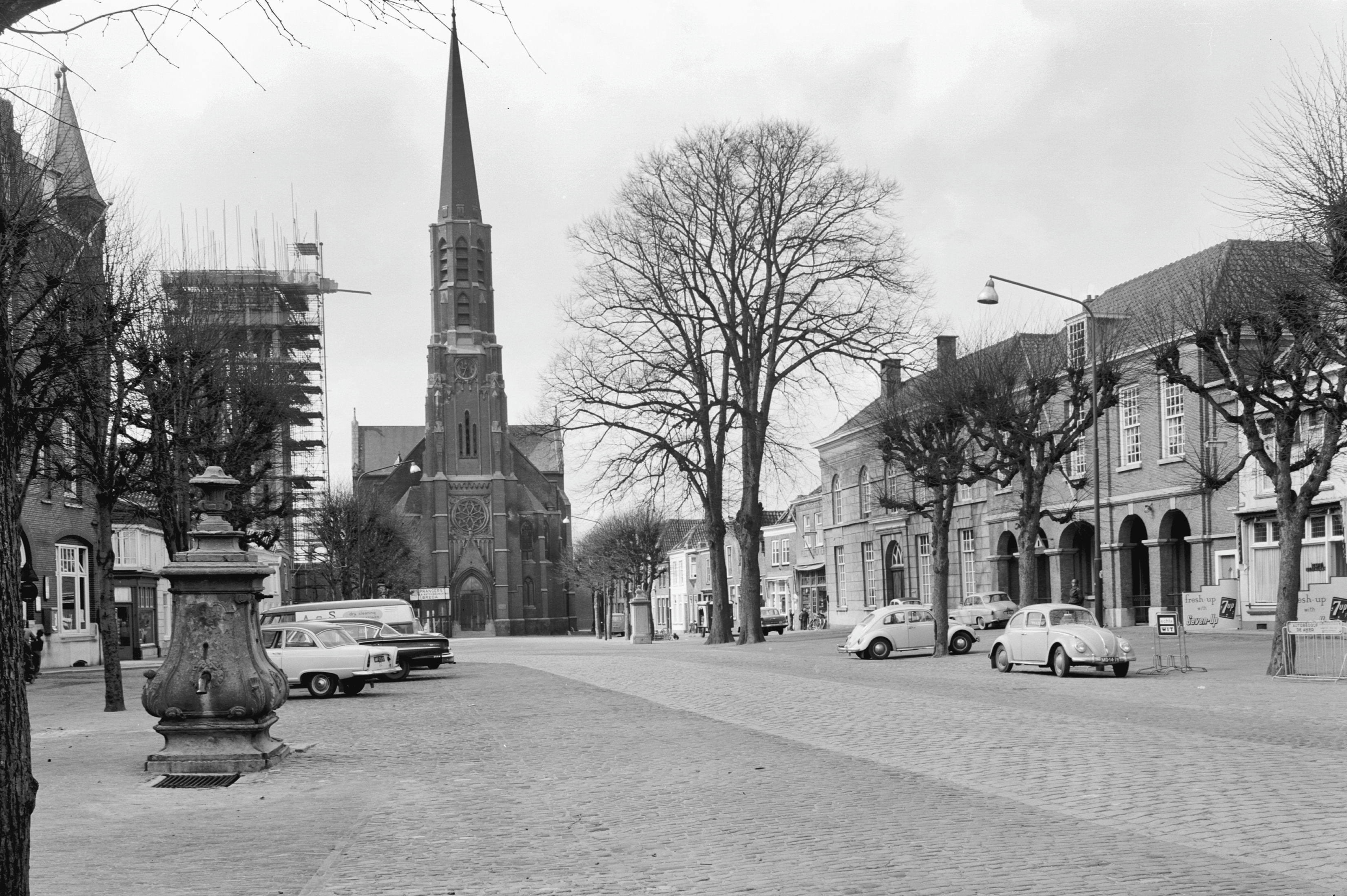
Oude Sint-Gertrudiskerk

De Oude Sint-Gertrudiskerk was een rooms-katholiek kerkgebouw in de Noord-Brabantse stad Geertruidenberg, gelegen aan de Venestraat.

## Geschiedenis
Al vanaf 660 zou er door Sint-Amandus een houten kapel zijn gesticht waaruit uiteindelijk de Geertruidskerk zou zijn ontstaan. Na de inname van Geertruidenberg door Prins Maurits in 1593 werd het een protestantse kerk.
In 1645 vestigde zich een missionaris, Goedegebuur genaamd, in Geertruidenberg. Vanaf 1686 hielden de katholieken huisbijeenkomsten en in 1767 werd toestemming verleend om een schuurkerk te betrekken die een rijke inrichting moet hebben gekend. In 1859-1862 werd echter een neogotisch kerkgebouw betrokken dat ontworpen werd door Carl Weber. Dit opvallende gebouw in neogotische stijl had een spitse voorgebouwde toren. Het was een driebeukige bakstenen kruiskerk die ook nog voorzien was van een vieringtorentje.
De parochie groeide snel en de kerk werd spoedig te klein. Pas in 1963 werd deze vervangen door een nieuwe en grotere Sint-Gertrudiskerk en vervolgens werd de neogotische kerk gesloopt. Voordien werd er nog gebruik gemaakt van een noodkerk, namelijk de Sint-Amanduskerk die van 1958-1968 in gebruik is geweest,